# 트리 수트리스노

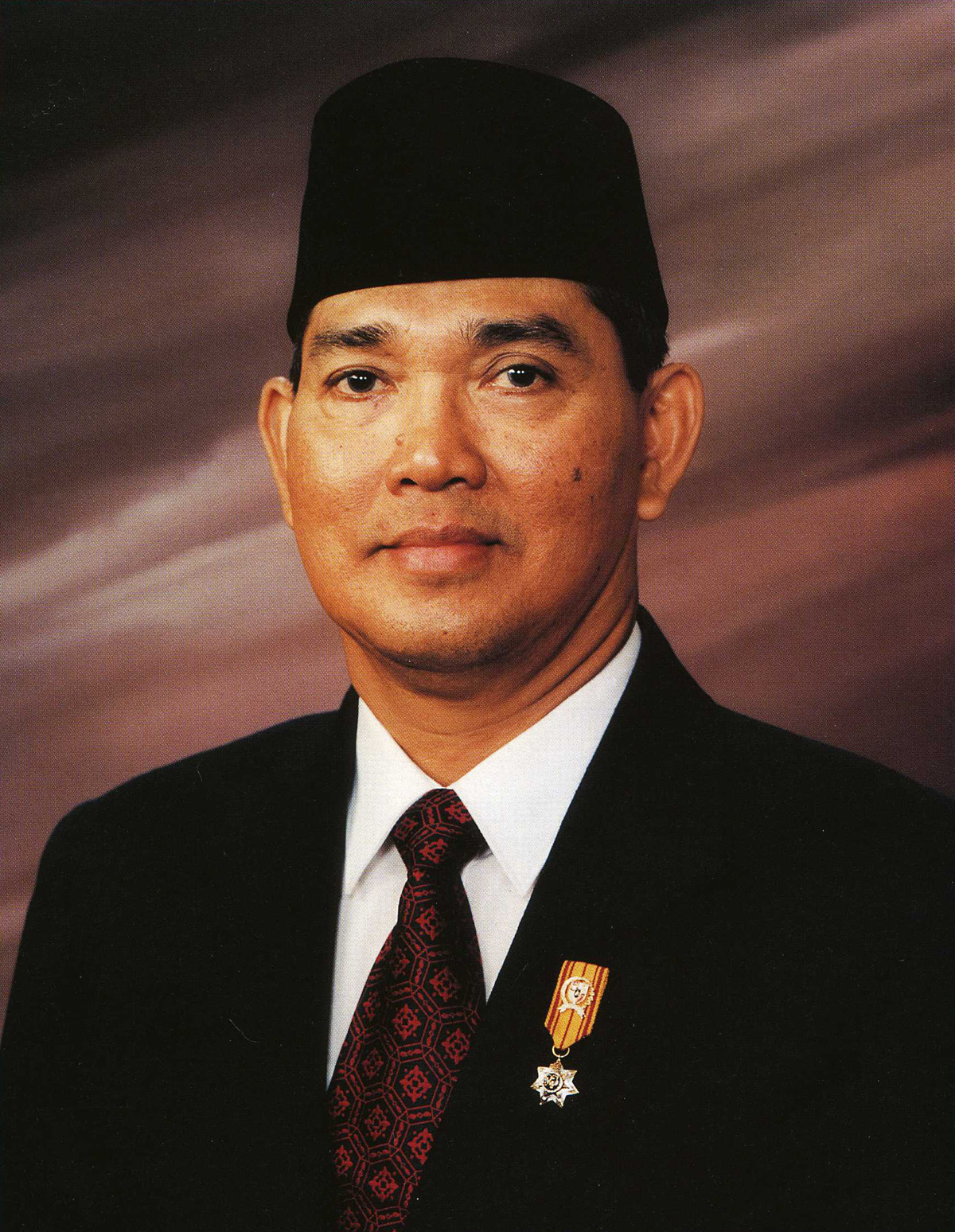

트리 수트리스노(인도네시아어: Try Sutrisno)는 인도네시아의 정치인이다. 1993년 대선에서 노동당 수하르토 후보의 러닝메이트로 출마, 당선되었으며 1998년까지 부통령으로 재직했다.

## 생애
트리 수트리스노는 1935년 11월 15일 네덜란드 동인도 제도(현재 인도네시아)의 수라바야에서 태어났다. 그의 아버지 수반디는 구급차 운전사였고 그의 어머니 마르디야는 주부였다. 1945년 인도네시아 독립 선언과 함께 인도네시아 국민혁명이 시작되었다. 트리와 그의 가족은 수라바야에서 모조케르토로 이사했다. 그의 아버지는 이후 폰코와티 육군 대대의 군의관으로 일하면서 트리에게 학업을 중단하고 담배와 신문 장수로 생계를 꾸려나갔다. 트리는 13세 때 폰코와티 대대에 입대해 싸우고 싶었지만 아무도 그를 진지하게 받아들이지 않았고 결국 그는 택배원으로 고용되었다. 트리의 임무는 네덜란드군이 점령한 지역에 대한 정보를 찾고 인도네시아군을 위한 의약품을 회수하는 것이었다. 마침내 1949년에 네덜란드는 후퇴했고 인도네시아의 독립을 인정했다. 트리와 그의 가족은 수라바야로 돌아와 1956년에 교육을 마쳤다.
고등학교를 졸업한 트리는 1956년 육군 기술학교(Atekad)에 입학했다. 그는 입학시험에 합격했지만 신체검사에 떨어졌다. 그럼에도 불구하고 Djatikoesoemo 소장은 트리에 관심을 갖고 그를 다시 소환했다. 트리는 서부 자바의 반둥에서 심리 검사에 참가한 후 생도로(Atekad)에 입학했다.